# 金沢警察署
金沢警察署（かなざわけいさつしょ）は、神奈川県警察が管轄する警察署の一つである。
横浜市警察部隷下、第一方面に属する中規模警察署であり、署長は警視が担当する。識別章所属表示はID。通称「きんざわ」。
当署は、内陸部はベッドタウン、臨海部は京浜工業地帯の一端として古くから続く港湾地区の顔を持ち、多くのレジャースポットも充実する、居住人口およそ20万人の横浜市金沢区全域の治安を担っている。以前の庁舎は手狭で古く、駐車場が備わってなかったが、2011年に庁舎が一新、近代化され駐車場も完備された。
他の神奈川県警察施設として、当署管轄区域内には警備部第一機動隊や地域部航空隊、総務部音楽隊のほか、交通部高速道路交通警察隊の朝比奈分駐所も所在するなど、警察施設が多数存在する。
2012年以降、繁華街等における街頭犯罪抑止対策のため、街頭防犯カメラを運用している、県下で数少ない警察署の一つ。

## 所在地
- 横浜市金沢区泥亀二丁目10番1号
  - 最寄駅：京急本線 金沢文庫駅

## 管轄区域
- 横浜市金沢区
  - 管轄面積：30.68km2

## 沿革
- 1951年10月5日　横浜市磯子警察署の管轄区域を分割し、横浜市金沢警察署を開設。
- 1955年7月1日　横浜市警察が神奈川県警察に統合により神奈川県金沢警察署となる。
- 1968年3月29日　旧庁舎が落成のうえ移転。
- 2011年7月1日　新庁舎が完成し現在地に移転（鉄筋コンクリート地下1階、地上5階建て）。
- 2022年4月1日 並木交番を廃止[1]。

## 組織
署員数約200名
- 署長（警視）
- 副署長（警視）
- 地域担当次長（警視）
- 警務課 - 警務係、住民相談係
- 留置管理課（平成28年度新設） - 管理係
- 会計課 - 会計係
- 生活安全課 - 防犯少年係、経済保安係
- 地域第一課 - 地域企画係、地域係
- 地域第二課 - 地域係
- 地域第三課 - 地域係

　（警ら用無線自動車3台、小型警ら車2台）
- 刑事課 - 刑事総務係、強行犯係、知能犯係、盗犯係、鑑識係、暴力国際犯係、薬物銃器対策係
- 交通課 - 交通総務係、交通捜査係、交通指導係
- 警備課 - 公安係、外事係

（10課体制）
※「神奈川県警察の組織に関する規則（昭和44年神奈川県公安委員会規則第2号）」を参考にした。

## 交番
- 富岡交番　金沢区富岡東四丁目8番10号
- 金沢文庫駅前交番　金沢区谷津町141番地5
- 洲崎交番　金沢区海の公園6番地
- 六浦交番　金沢区六浦一丁目9番57号
- 六浦川交番　金沢区六浦五丁目20番3号
- 能見台駅前交番　金沢区堀口5番14号
- 大道交番　金沢区大道一丁目33番2号
- 並木交番　金沢区富岡東二丁目5番27号–(2022年4月より富岡,幸浦交番に統廃合）
- 幸浦交番　金沢区並木三丁目1番22号
- 釜利谷交番　金沢区釜利谷東四丁目48番43号
- 能見台交番　金沢区能見台三丁目1番6号

### 廃止された交番
- 並木交番（金沢区富岡東二丁目5番27号） - 2022年4月富岡,幸浦交番に統廃合

## 駐在所
- 西富岡駐在所　金沢区富岡西四丁目20番44号
- 柴町駐在所　金沢区柴町391番地6
- 釜利谷西駐在所　金沢区釜利谷西六丁目1番29号

## 自動車ナンバー自動読取装置（Nシステム）
- 金沢区六浦一丁目（国道16号）
- 金沢区泥亀二丁目（国道16号）
- 金沢区朝比奈町（県道23号）

## 過去の重大事件・事故
- 横浜港バラバラ殺人事件